# Maximilian Seyssel d’Aix

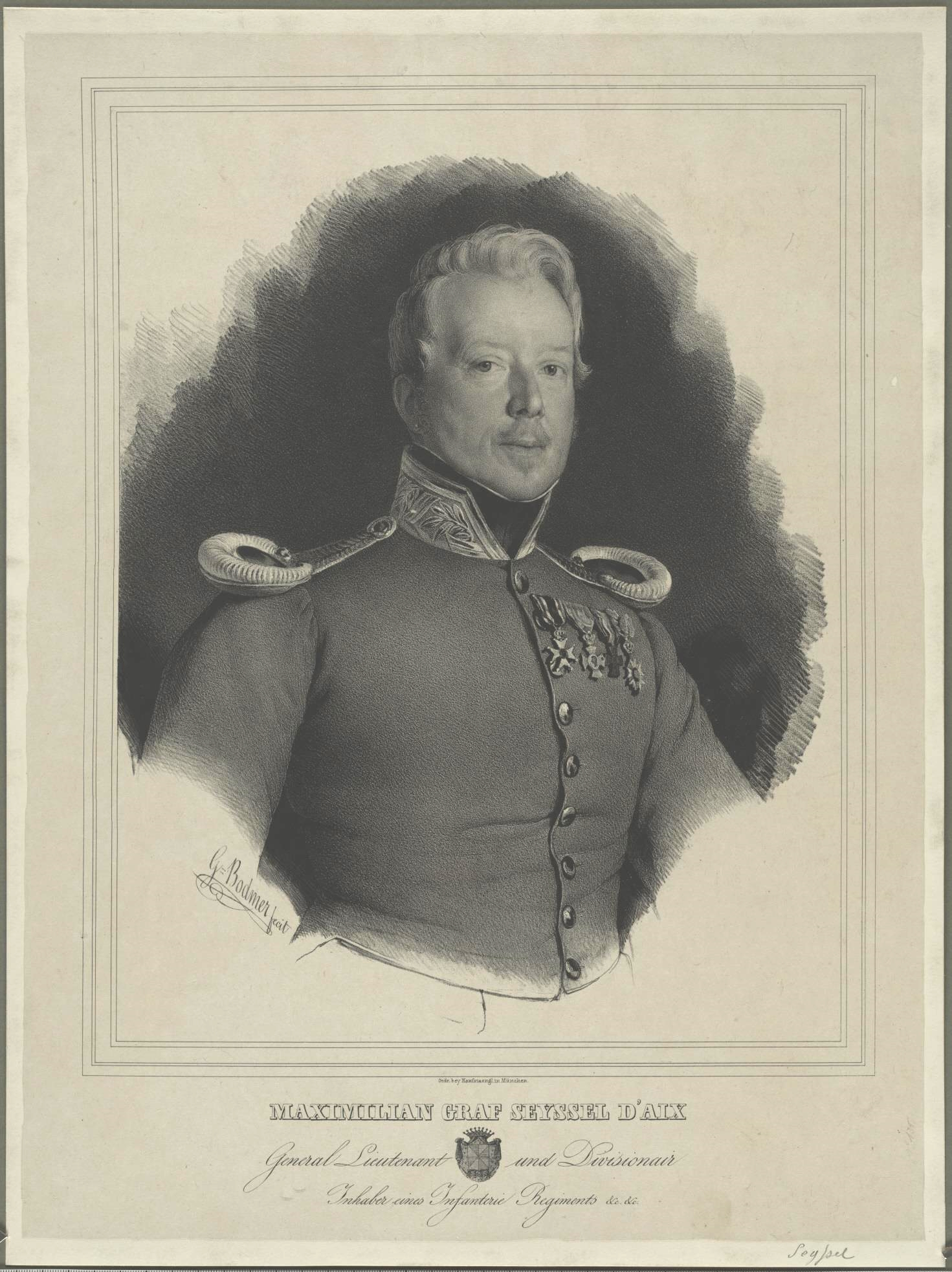
Maximilian von Seyssel d Aix

Maximilian Graf von Seyssel d’Aix (* 20. November 1776 in München; † 10. September 1855 in Regensburg) war ein bayerischer Generalleutnant.

## Leben

### Herkunft
Maximilian entstammt einer Familie, die Anfang des 18. Jahrhunderts mit dem Großvater Johann Claudius (Jean Claude) Seyssel d’Aix (1695–1761) aus Savoyen nach Bayern kam. Seine Eltern waren der kurfürstlich bayerischen Kämmerer und General Sigmund Friedrich Graf von Seyssel d’Aix und dessen Ehefrau Friederike Auguste Albertine, geborene Freiin von Reitzenstein (1743–1816). Sein Bruder Carl Theodor (1780–1863) wurde preußischer Offizier und später Verwaltungsbeamter.

### Militärkarriere
Seyssel wurde schon als Kind am 9. November 1785 zum Kornett im Reiterregiment „Friedrich von Loe genannt Winckelhausen“ ernannt und bereits am 10. November 1786 nahm er dort den Dienst auf. Am 1. Oktober 1788 wurde er überzähliger Leutnant. Am 1. November 1790 wurde das als 2. Kürassier-Regiment eingereiht und stieg bis Mitte Juni 1792 zum Oberleutnant. Als solcher machte 1794/95 den Ersten Koalitionskrieg mit. Nachdem die Franzosen 1795 den Rhein überschritten und Düsseldorf am 7. September 1795 kapitulierte, wurde er Adjutant des Generalleutnants von Zedtwitz. Am 10. März 1796 kaufte Seyssel sich eine Stelle als Stabshauptmann im 13. Füsilier-Regiment „Fürst Moritz von Ysenburg“. Am 31. Oktober 1794 wurde er Rittmeister und in sein früheres Regiment versetzt. Am 1. Januar 1799 wurde die Truppe aus den Bereich Jülich und Berg nach München versetzt. Dort wurde das Regiment am 6. Februar 1799 mit der Chevaulegier-Leibgarde Zweibrücken zum 4. Chevaulegier-Regiment „Erbprinz Ludwig“ vereinigt. Schon am 27. Februar wurde er dann zum 1. Chevaulegier-Regiment „Kurfürst Max Josef“ versetzt.
Im Frühjahr 1800 wurden unter Generalleutnant von Zweibrücken zwei Infanteriebrigaden und ein kombiniertes Chevaulegierregiment in britischen Sold gegeben. Dabei erhielt Seyssel eine eigene Eskadron. Bis zum Waffenstillstand von Parsdorf am 15. Juli 1800 kämpfte er bei einer Reihe von Vorpostengefechten: Meßkirch (5. Mai), Biberach (9. Mai), Memmingen (10. Mai) sowie bei Neuburg an der Donau (27. Juni). Nach Ende des Waffenstillstands am 25. November 1800 kämpfte er dann am 3. Dezember in der Schlacht bei Hohenlinden.

#### Mit Frankreich
Anfang 1802 wurde Seyssel in das Dragoner-Regiment „Kurfürstin“ nach Düsseldorf versetzt. Im Jahr darauf kam er in das 1. Kürassier-Regiment „Minucci“ und avancierte Anfang Dezember 1804 zum Major. Als die Bayern 1805 gegen Österreich kämpften, bildete er mit zwei Eskadronen die Vorhut des Korps Bernadotte auf dem Weg nach München. Am 12. Oktober 1805 rückte er in die Stadt ein. Bei Parsdorf konnte er mehrere hundert Gefangene befreien und zahlreiche Pferde erbeuteten. Er machte Streifzüge bis Tirol und war am 21. und 22. November vor Salzburg, Hallstein und Golling.
Im Vierten Koalitionskrieg kämpfte Seyssel gegen Preußen und war 1806 im Generalstab der Kavallerie-Brigade „Graf Mazanelli“. Am 10. Januar 1807 konnte die Brigade an die 100 Husaren gefangen nehmen und am 7. Januar griff man Brieg an. Er kämpfte am 4. Juni 1807 bei Roth-Waltersdorf in der Nähe von Glatz, wofür er glaubte Anspruch auf den Militär-Max-Joseph-Orden zu haben. Generalleutnant von Deroy lehnte die Verleihung ab. Er schrieb u. a. „daß es nach der allgemeinen Stimmung, so gegen den Major Graf S. bestehe, viel unangenehmes Aufsehen erregen würde, wenn selbem der Orden zu theil würde“. Die Verleihung des Ordens unterblieb. Im kurzen Krieg von 1809 gegen Österreich konnte er sich nicht weiter auszeichnen.
Am 22. Dezember 1808 wurde er zum Oberstleutnant im 2. Chevaulegier-Regiment „König“. Als 1809 erneut Krieg mit Österreich ausbrach, wurde er dem Korps Oudinot in Stuttgart zugeordnet. Der Krieg war aber schnell beendet, ohne das Seyssel weitere Gefechte sah. Am 27. Oktober 1809 wurde er dann zum Oberst im 2. Chevaulegier-Regiment „König“ befördert. Das Regiment wurde am 29. April 1811 dann in 4. Chevaulegier-Regiment umbenannt.

#### Russlandfeldzug
Mit dem 3., 4., 5. und 6. Chevaulegier-Regiment wurde die Reiterdivison Preyssing der Grande Armée gebildet, die 1812 nach Russland marschierte. Seyssel war Kommandeur der 22. Leichten Kavalleriebrigade. Die Division konnte sich am 24. Juli 1812 dann bei Wizebsk auszeichnen. In der Schlacht bei Borodino konnte er sich wieder auszeichnen und wurde von dem Vizekönig von Italien Prinz Eugene für die französische Ehrenlegion vorgeschlagen. Am 14. September 1812 erreichte er dann Moskau. Auf dem Rückzug kam es zur Schlacht bei Wjasma. Seyssels Brigade war auf drei Eskadronen geschrumpft; das 5. Regiment bestand schon nicht mehr. Dennoch gelang es in der Schlacht, einen General, mehrere Offiziere und Dragoner gefangen zunehmen. Allerdings starben in der folgenden Nacht alle Pferde. Die Reste des Regiments zogen sich über die Beresina nach Deutschland zurück, wo Seyssel Anfang Februar 1813 unverwundet und ohne erfrorene Glieder ankam. Von den 521 Mann des 4. Regiments kamen 39 wieder in Augsburg an. Seyssel wurde nach seiner Rückkehr zum Kommandanten der kombinierten Chevaulegier-Regimenter der Division „Raglovich“ ernannt. 1813 ging er damit nach Sachsen. Am 13. Mai 1813 erhielt er bei Dresden von Napoleon persönlich das Kreuz der Ehrenlegion für Borodino.
Er zeichnete sich in der Schlacht bei Bautzen aus und im Gefecht bei Luckau konnte er mit einem geschickten Reiterangriff die Division Pacthod retten. Das verschaffte ihm am 4. Juni 1813 das Ritterkreuz des Max-Joseph-Ordens. Während des Waffenstillstands von 1813 bezog er eine Vorpostenstellung in Dorf Dornwald in der Nähe von Baruth. Sobald der Waffenstillstand abgelaufen war, wurde der Vorposten Nachts von einer Truppe der Brigade Borstell überfallen, dabei wurde Seyssel d’Aix gefangen genommen. Er blieb in Swinemünde in Gefangenschaft, bis die Bayern sich von den Franzosen abwandten und sich der Koalition gegen Napoleon anschloss.

#### Gegen Frankreich
Nach seiner Freilassung kehrte er zu seinem Regiment zurück und nahm jetzt an den Kämpften gegen Frankreich teil, so befand er sich 1815 in Elsass. Am 27. November 1816 wurde er zum Generalmajor und Brigadier der Kavallerie befördert. Er erhielt zudem das Kommando über die Kavalleriebrigade der Okkupationsarmee, die aus dem 1. und 3. Chevaulegier-Regiment gebildet wurde. Beim Abzug der Brigade erhielt er das Offizierskreuz der Ehrenlegion. Ende 1819 kam es zu Umbildungen innerhalb der bayerischen Armee und so kam es das er zum Grenadier-Garde-Regiment kam, am 11. Februar 1824 wurde er dann zum Kavallerie-Brigade der 1. Division versetzt.
Am 4. Dezember 1827 erhielt er das Ehrenkreuz des Ludwigsordens und am 31. Januar 1829 wurde er in das Kriegsministerium versetzt. Dort wurde er am 15. Juni 1830 zum Generalleutnant befördert und zum Kommandeur der 2. Armee-Division ernannt und am 28. Oktober 1835 wurde er Inhaber des 13. Infanterie-Regiments. Am 30. Dezember 1836 wurde er noch kurz zur 3. Armee-Division versetzt, aber bereits am 13. Januar 1837 zum Capitaine des Gardes der Leibgarde der Hartschiere ernannt. Er bat mehrfach um seinen Abschied, der ihm 1845 bewilligt wurde und starb am 10. September 1855 in Regensburg.
Ihm zu Ehren hat die für die Verteidigung wichtigste Kaserne der Festung Germersheim 1842 den Namen „Seysselkaserne“ erhalten.

### Familie
Er heiratete am 24. April 1823 Sophie Amalie Gräfin von Yrsch (1805–1872), eine Tochter des Obersten Karl August von Yrsch (* 1769) und der Caroline von Pinzenau (* 1783). Das Paar hatte drei Söhne und zwei Töchter:
- Edwin (1824–1912), er kauft das Palais Seyssel d’Aix ⚭ Amalie von Hohenfels (1845–1903)
- Ludwig (1825–1895) ⚭ Ferdinanda Franziska Johanna von Butler-Clonebough genannt Haimhausen (1837–1870)
- Klothilde (1826–1891) ⚭ Karl Eduard Marcell, Graf du Moulin-Eckart (1808–1891)[3]
- Emma (1827–1854) ⚭ Theodor Graf von Hundt von Lauterbach (1810–1897)[4]
- Camill (1836–1895) ⚭ Katharina Amalie Henriette Maria von Poschinger (1854–1887)